# Le Rappel

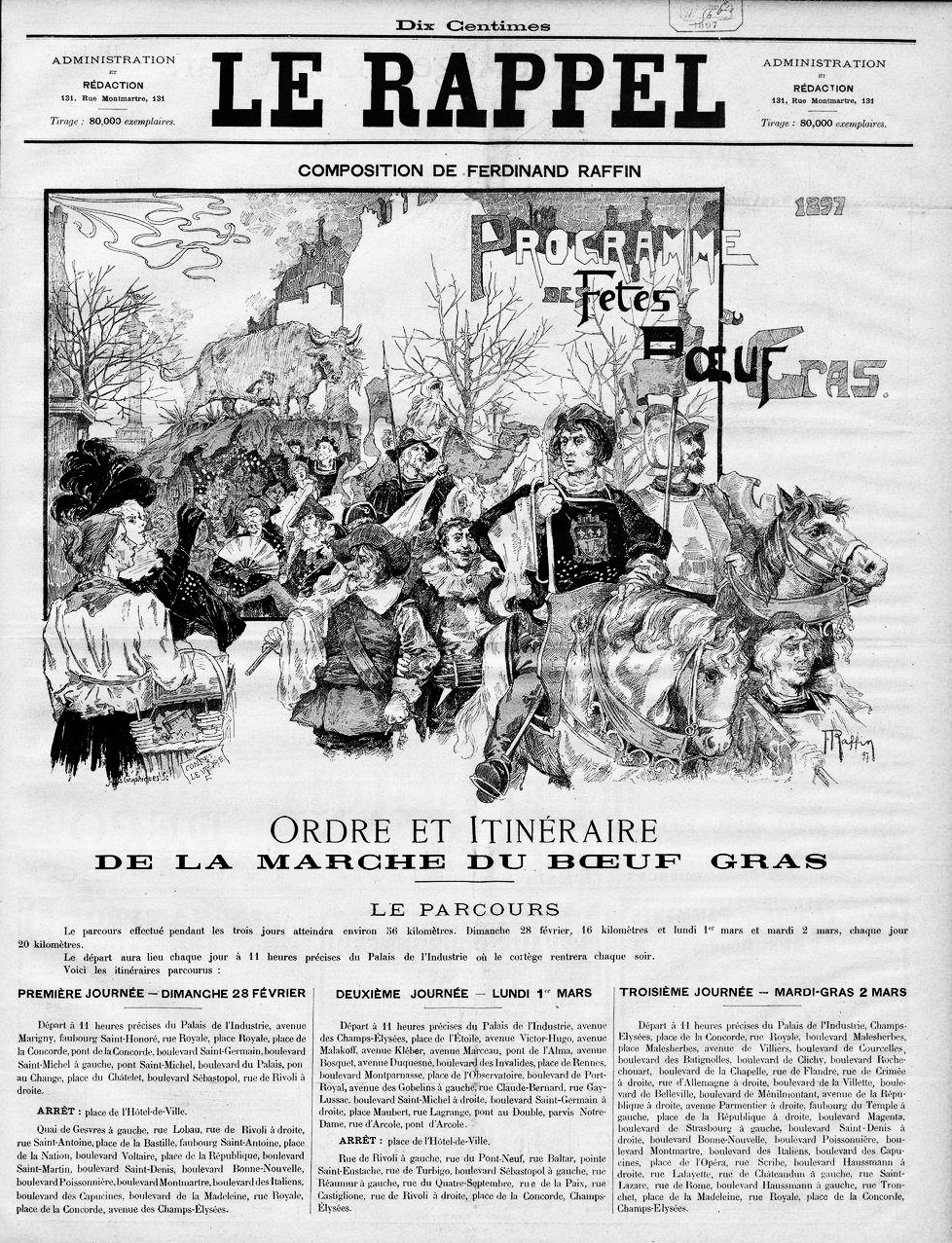
Le Rappel vom 4. März 1897

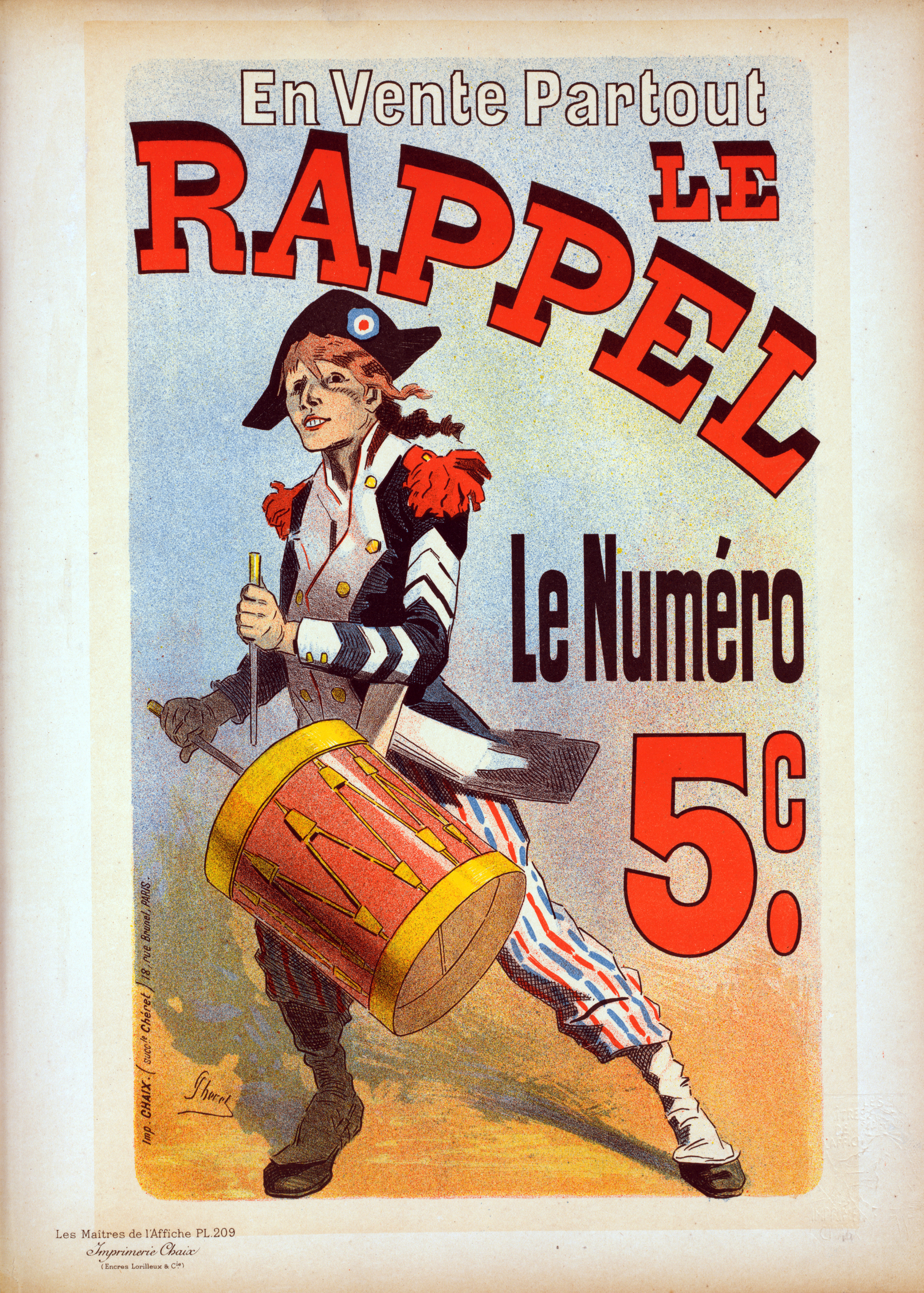
Plakat von Jules Chéret, 1896

Le Rappel  (Rappel bedeutet Erinnerung oder Mahnung) war eine französische Tageszeitung, die am Ende des Zweiten Kaiserreichs am 4. Mai 1869 gegründet wurde und bis 1933 erschien. Zu Beginn der Dritten Republik verkörperte sie eine radikal-republikanische Tendenz. Die Zeitung wurde auf Initiative von Victor Hugo am Vorabend der Parlamentswahlen von 1869 gegründet.

## Geschichte
Die sechs offiziellen Gründer waren Albert Barbieux, Charles Hugo, François-Victor Hugo (die beiden Söhne des Schriftstellers), sowie Auguste Vacquerie, Paul Meurice und Henri Rochefort. Im Gegensatz zu L’Événement von 1848 wollte Victor Hugo nicht zu ihnen gehören, schickte aber einen Brief, der auf dem Titelblatt der ersten Ausgabe erschien, die am 4. Mai 1869 erschien.
Obwohl das Kaiserreich, ohne die erste Nummer abzuwarten, der neuen Zeitung den Zugang zu den öffentlichen Straßen verwehrte, erschien Le Rappel von Anfang an in einer relativ hohen Auflage (bis über 50.000 Exemplare in den 1880er Jahren) und fand überall Zugang, da die Namen der Gründer eine große Anziehungskraft auf das Publikum ausübten. In dem Brief, der der ersten Ausgabe von Le Rappel vorangestellt war, erläuterte Victor Hugo das Programm der neuen Zeitung. Rochefort trug dazu bei, der Zeitung den Charakter eines unversöhnlichen Blattes zu verleihen und ihr unzählige Leser von La Lanterne zuzuführen. Neben den Gründern verstärkten Arthur Arnould, Édouard Laferrière und Jules Claretie die Redaktion. Ab der 12. Ausgabe begann das Kaiserreich mit Prozessen und Beschlagnahmungen gegen die Zeitung.
Bei den Parlamentswahlen von 1869 unterstützte Le Rappel mit großer Energie die radikalen Kandidaten wie zum Beispiel  Alexandre Ledru-Rollin, Armand Barbès und Félix Pyat. Letzterer hatte sich zusammen mit Édouard Lockroy der Zeitung angeschlossen. Artikel wie die am 3. und 4. Dezember 1869 erschienenen von Victor Hugo und Charles Hugo zogen junge Leute an, die die von den Höflingen des Kaiserreichs verfälschte Zeitgeschichte kennenlernen wollten – die einzigen, die bis dahin frei über den Staatsstreich vom 2. Dezember 1851 hatten sprechen können. Der Artikel Les deux Parias vom 4. Dezember wurde strafrechtlich verfolgt und der Autor zu vier Monaten Gefängnis verurteilt. Einige Tage später führte das Kaiserreich den Parlamentarismus ein, der von Émile Ollivier, einem aus dem republikanischen Lager stammenden Anwalt, wiederhergestellt wurde. Am 10. Januar 1870 wurden Charles Hugo und Félix Pyat wegen eines Artikels mit dem Titel Les Soldats erneut zu vier Monaten Gefängnis verurteilt.
Nach dem Deutsch-Französischen Krieg von 1870 und dem von der Regierung unterzeichneten Waffenstillstand unterstützte Le Rappel bei den Parlamentswahlen im Februar 1871 die radikale Liste. Ende März 1871, während der Pariser Kommune stand die Zeitung für die Kommunarden ein. Am Ende der blutigen Woche, in der die Kommunarden am 22. Mai 1871 geschlagen wurden, stellte Le Rappel sein Erscheinen ein, seine Redakteure wurden verhaftet und einige von ihnen auf die Pontons geschickt.
Am 1. November 1871 erschien Le Rappel erneut; allerdings nur für sehr kurze Zeit, da Adolphe Thiers, der damalige Präsident der Dritten Republik, seine Einstellung genehmigte. Am 1. März des darauffolgenden Jahres erschien die Zeitung erneut und überlebte nach großen Schwierigkeiten und weiteren Suspendierungen, die zwischen zwei Wochen und zwei Monaten dauerten. 1899 wurde Le Rappel mit Le XIXee siècle zusammengelegt. Das Blatt erschien noch bis 1933.

## Bekannte Mitarbeiter
- Arthur Arnould
- Albert Barbieux
- Edmond Bazire
- Ernest Blum
- Philippe Burty
- Jules Claretie
- Yves Guyot
- Ernest d’Hervilly
- Charles Hugo
- François-Victor Hugo
- Édouard Laferrière
- Édouard Lockroy
- Adolphe Messimy
- Paul Meurice
- Camille Pelletan
- Louis Puech[10]
- Félix Pyat
- Henri Rochefort
- Théodore Steeg
- Auguste Vacquerie